# Maria Anna Benedicta von Spiegel

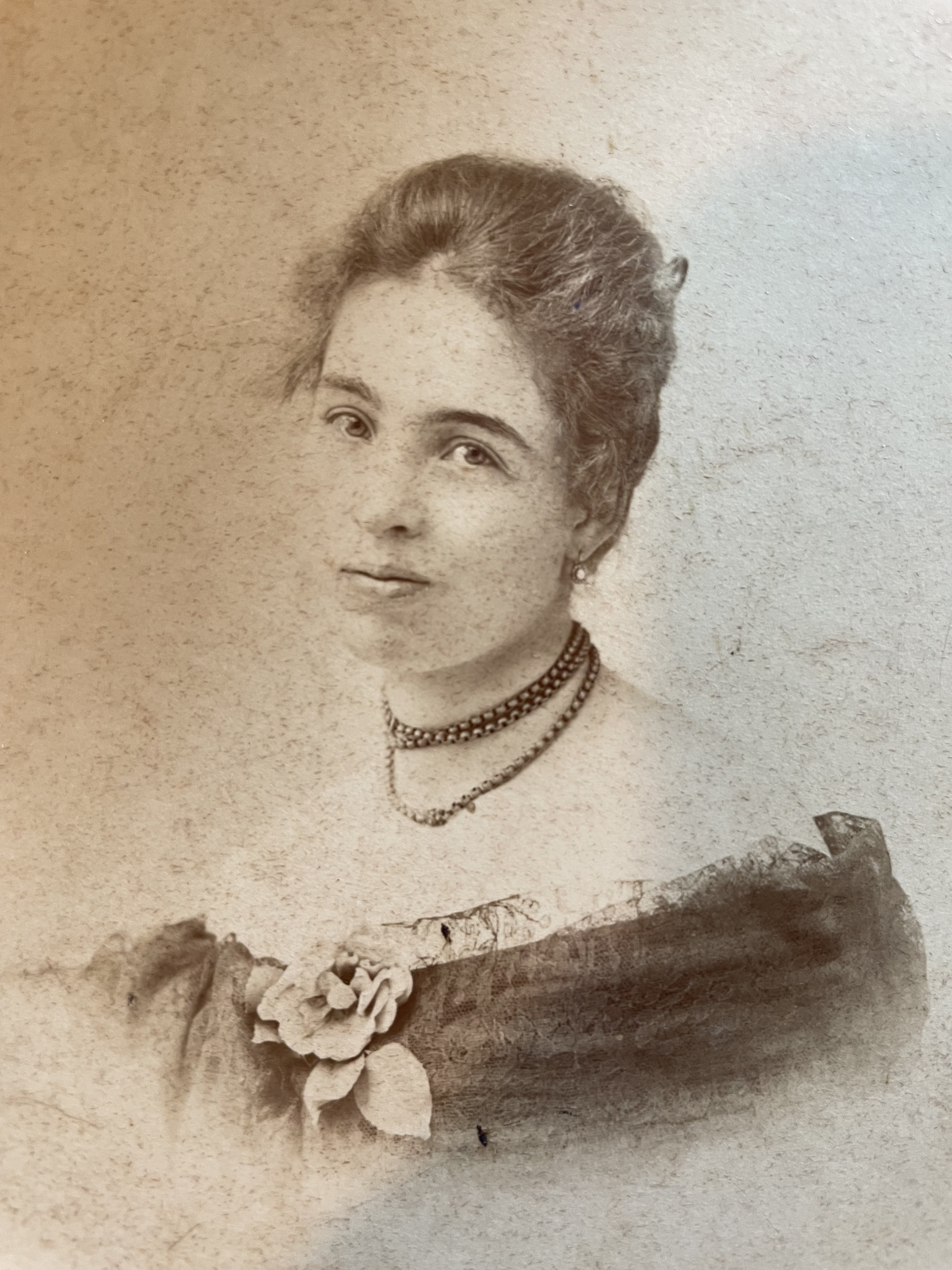
Elisabeth Freiin Spiegel von und zu Peckelsheim (Fotografie 1895)

Maria Anna Benedicta von Spiegel OSB (* 31. Januar 1874 auf Rittergut Helmern in Helmern, heute ein Stadtteil von Willebadessen als Elisabeth Freiin Spiegel von und zu Peckelsheim; † 17. Februar 1950 in Eichstätt, Bayern) war Äbtissin der Benediktinerinnenabtei St. Walburg in Eichstätt.

## Ausbildung und Klostereintritt
Die aus westfälischem Uradel stammende Baronesse Elisabeth von Spiegel erhielt auf dem Rittergut Helmern eine sorgsame Erziehung sowie vielseitige Ausbildung durch ihren Vater Freiherr Raban von Spiegel und durch Hauslehrer; sie beherrschte fließend die führenden modernen Sprachen italienisch, französisch und englisch; dazu auch noch Latein, Altgriechisch und Hebräisch.
Mit 24 Jahren entschloss sie sich bei einer Romreise, in den Orden der Benediktinerinnen einzutreten. 1900 trat sie als Postulantin in das sieben Jahre zuvor gegründete Benediktinerinnenkloster Maredret in Belgien ein, wo sie zur Einkleidung den Ordensnamen Benedicta erhielt.

### In Maredret
Mère Bénédicte wurde mit der Aufgabe der Ökonomin betraut. Am 10. Februar 1902 legte sie die Profess ab. In Maredret eignete sie sich auch die altgriechische und lateinische Sprache an und studierte die Kirchenväter. Die Zeit in Maredret endete mit dem Ausbruch des Ersten Weltkrieges, als es zu antideutscher Stimmung in Belgien kam.

### In Eichstätt

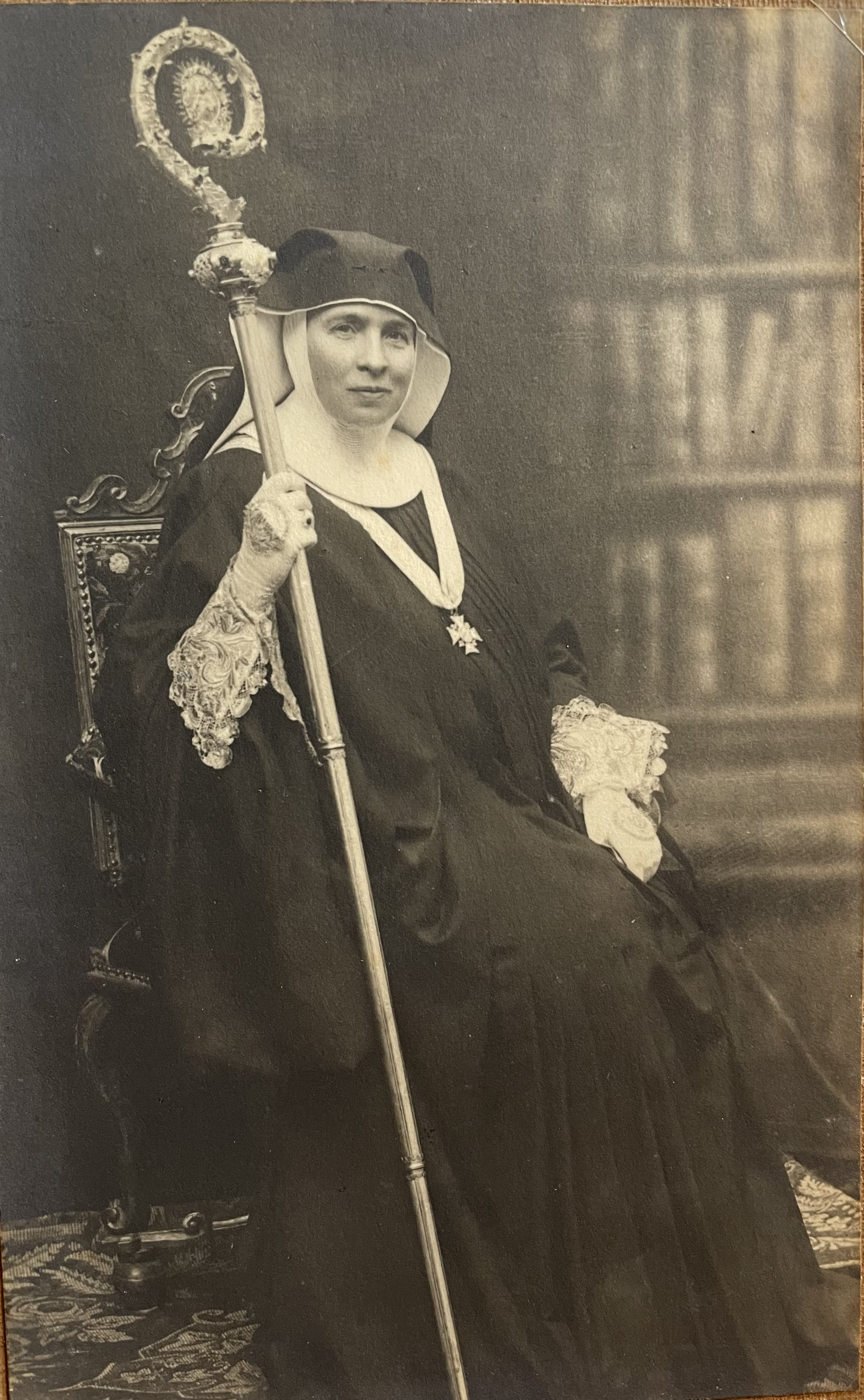
Äbtissin Benedicta von Spiegel anlässlich ihrer Äbtissinweihe 1926

Nach einigen Monaten Aufenthalt im Elternhaus siedelte Benedicta von Spiegel am 18. Juni 1915 gastweise in die Benediktinerinnenabtei St. Hildegard in Eibingen über. Am 6. März 1918 übertrug sie ihre Profess auf die Abtei St. Walburg in Eichstätt. 1920 wurde sie Assistentin der Äbtissin, am 15. August 1921 Priorin und bald darauf Novizenmeisterin. Am 16. August 1926 wurde sie zur Äbtissin gewählt und am 29. September 1926 durch den Eichstätter Bischof Johannes Leo von Mergel benediziert und eingesetzt.
Das Amt der Äbtissin hatte sie 24 Jahre lang inne. Sie führte ihr Kloster mit dem großen Konvent in dieser Zeitspanne mit Umsicht und Erfolg durch die Zeit des Nationalsozialismus und des Zweiten Weltkrieges. Unter ihr begann im Konvent eine neue Epoche künstlerischen und kunstgewerblichen Schaffens; die Gobelin-Weberei und Fertigung von Paramenten wurden wiederaufgenommen, Malerei und Graphik blühten auf. Besonderes Augenmerk richtete sie auf die vom bayerischen König Ludwig I. 1835/1836 dem Kloster übertragene Elementarschule für Mädchen, die sie 1926 durch eine Haushaltungsschule mit Schülerinnenheim erweiterte.
Unter ihr wurden von St. Walburg aus zwei Tochtergründungen im Ausland vorgenommen: 1934 der „Convent of St. Walburg“ auf einer entlegenen Farm in Boulder bei Denver, Colorado/USA und 1937 „Minster Abbey“ in Kent, England, eine Wiederbelebung einer alten Abtei des angelsächsischen Christentums. Mit der Klostergründung in Boulder/Colorado wollte Äbtissin von Spiegel einen Fluchtort für ihren mehr als 150 Nonnen zählenden Konvent vor den Nationalsozialisten schaffen. Zu den bereits früher von St. Walburg aus gegründeten Niederlassungen in den USA unternahm sie 1934 eine Visitationsreise. 1935 feierte die Eichstätter Abtei ihr 900-jähriges Bestehen. 1937 traten die von ihr verfassten neuen Klosterstatuten im Einvernehmen mit dem Eichstätter Bischof in Kraft.

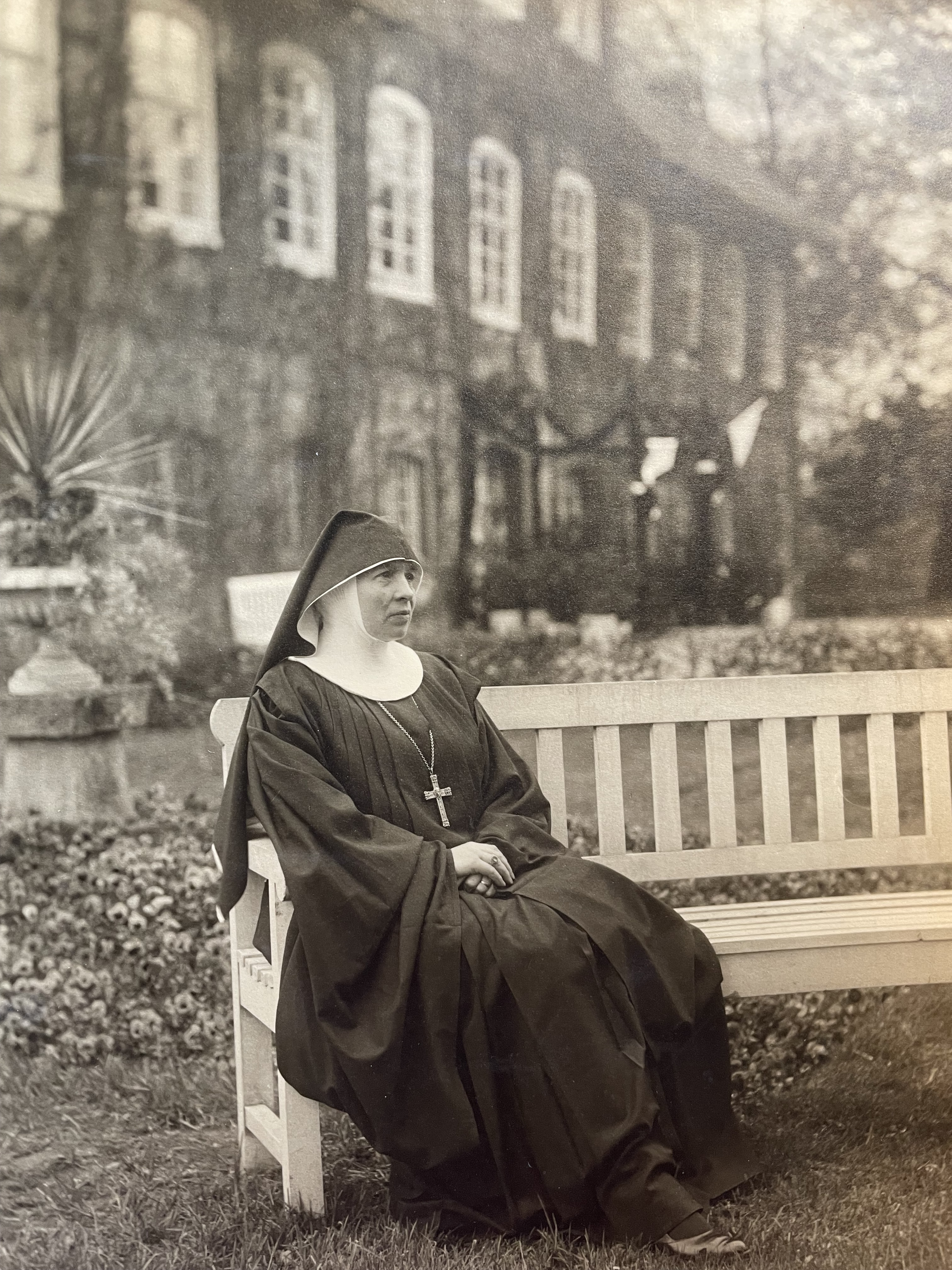
Äbtissin Benedicta von Spiegel vor ihrem Elternhaus in Helmern bei Willebadessen (Fotografie 1930)

Mutter Maria Benedicta galt als sehr freigiebig: „Schenken und Helfen war unserer Äbtissin nahezu eine Leidenschaft.“ Nach dem Ende des „Dritten Reiches“ wurde bekannt, wie sie nicht nur hartnäckig die Rechte ihres Klosters verteidigt hatte, sondern vielen Menschen in oft heiklen Situationen geholfen hat – bis in die Konzentrationslager hinein. Sie gehörte einem festen Eichstätter Freundeskreis an, zu dem der Journalist Fritz Gerlich, der Kapuzinerpater Ingbert Naab, der Großgrundbesitzer Erich Fürst von Waldburg-Zeil, die Eichstätter Theologieprofessoren Franz Xaver Wutz und Joseph Lechner sowie die stigmatisierte Therese Neumann aus Konnersreuth zählten. Der Kreis bekämpfte den Nationalsozialismus schon vor der sog. Machtergreifung.
Am bekanntesten ist ein gemeinsames Zeitungsprojekt geworden: Die Wochenzeitung „Der gerade Weg“. Als wirkmächtige Zeitung griff „Der gerade Weg“ nicht nur Adolf Hitler und andere führende NS-Funktionäre an, sondern auch ihre bürgerlichen Unterstützerkreise.
Dass die Stadt Eichstätt die Gefahr der letzten Kriegstage, in Kämpfe verwickelt zu werden, unbeschadet überstand, wird größtenteils ihren Verbindungen unter anderem in die USA zugeschrieben. In den unmittelbaren Nachkriegsjahren konnte sie gerade durch ihre Beziehungen zu Amerika vielen Hilfsbedürftigen konkret helfen. Aus Dankbarkeit wurde ihr am 27. November 1949 durch die Stadt das Ehrenbürgerrecht verliehen.
Äbtissin Benedicta von Spiegel starb am 17. Februar 1950 nach langer und schwerer, in bewusster Opferhaltung durchlittener Krankheit. Am 20. Februar 1950 wurde sie auf dem Friedhof von St. Walburg in einer Gruft, die sie für sich hatte errichten lassen, bestattet.
Ihre Bibliothek befindet sich in der Klosterbibliothek St. Walburg in Eichstätt.

## Werke (Auswahl)
- Mehr Liebe. Lebensbild des Dom Pius de Hemptinne O.S.B. Deutsche Bearbeitung von D. Benedicta von Spiegel OSB, Freiburg im Breisgau 1913.
- Mein geistliches Jahr. Paderborn 1929 (urn:nbn:de:bvb:824-04-1-sn-i-937-2)
- Morin, Germain OSB: L´Idéal monastique (1912), deutsch: Mönchtum und Urkirche. Aus dem Französischen. München 1922; 2. Aufl. St. Ottilien 1949.
- Übersetzung von vier Büchern des Abtes von Mardsous, Dom Columba Marmion OSB, der in Maredret ihr Seelenführer war.
- Marmion, Columba OSB: Christus, das Leben der Seele (1917). Mit einem Geleitwort von Martin Grabmann. Paderborn 4. und 5. Aufl. 1931, 6. Aufl. 1937, Neuaufl. Aachen 2016, ISBN 978-3-86417-074-4.
- Ders.: Christus unser Ideal. Paderborn 1929 und weitere Aufl.
- Ders.: Sponsa verbi. Paderborn 1931, 3. Aufl. 1950.
- Ders.: Christus in seinen Geheimnissen. Mit einem Geleitwort von Michael Rackl. 1. u. 2. Aufl. Paderborn 1931 und weitere Aufl., Neuauflage Aachen 2017, ISBN 978-3-86417-094-2.
- Zahlreiche Beiträge in den Walburgisblättern. Illustrierte Monatsschrift zur Förderung der weiblichen Jugend, herausgegeben von der Benediktinerinnenabtei St. Walburg Eichstätt

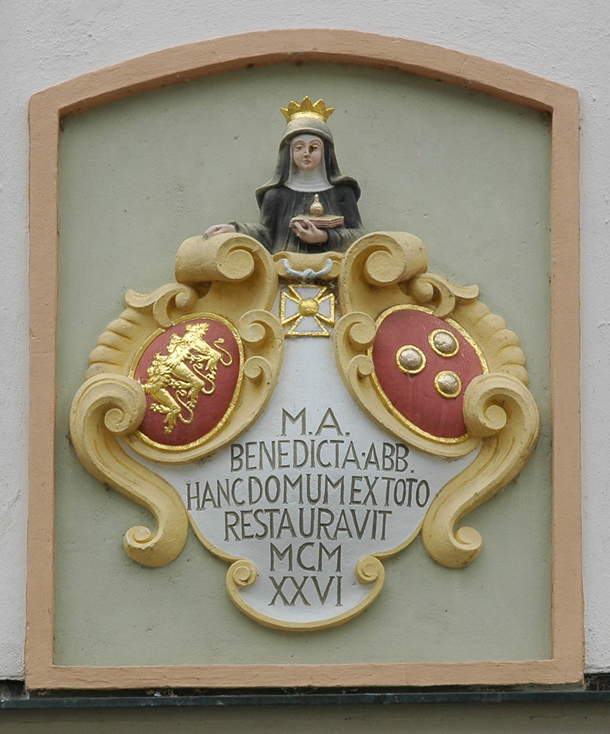
Gedenktafel mit Wappen am Haus Walburgiberg 1 (Eichstätt 2009)

## Ehrungen
- 1949 Ehrenbürgerin von Eichstätt
- Gedenktafel mit Wappen am Haus Walburgiberg 1 in Eichstätt
- Seit den 1990er Jahren ist eine Straße in Eichstätt nach ihr benannt
- 2024 wurde ihr Geburtsort Helmern als „Frauenort“ in Nordrhein-Westfalen ausgewählt.[4] Aus Anlass des 150. Geburtstages wurde auf dem Gelände der Kapelle St. Kilian am 25. August eine Gedenkstele aufgestellt.[5]